# 12-0 PM
12-0 PM è un singolo del rapper italiano Vegas Jones, pubblicato il 30 luglio 2020 come primo estratto dal terzo EP Giro veloce.

## Tracce
1. 12-0 PM – 2:11